# Salzburger Bauernkrieg
Erster Salzburger Bauernkrieg und Schladminger Bauern- und Knappenaufstand 1525

Festung Hohensalzburg – Furth – Schladming
Zweiter Salzburger Bauernkrieg 1526

Piesendorf – Radstadt – Radstädter Tauernpass – Kuchl – St. Martin – Mandling (Mandlingpass) – Dörfl und Tiefenbach – Zell am See

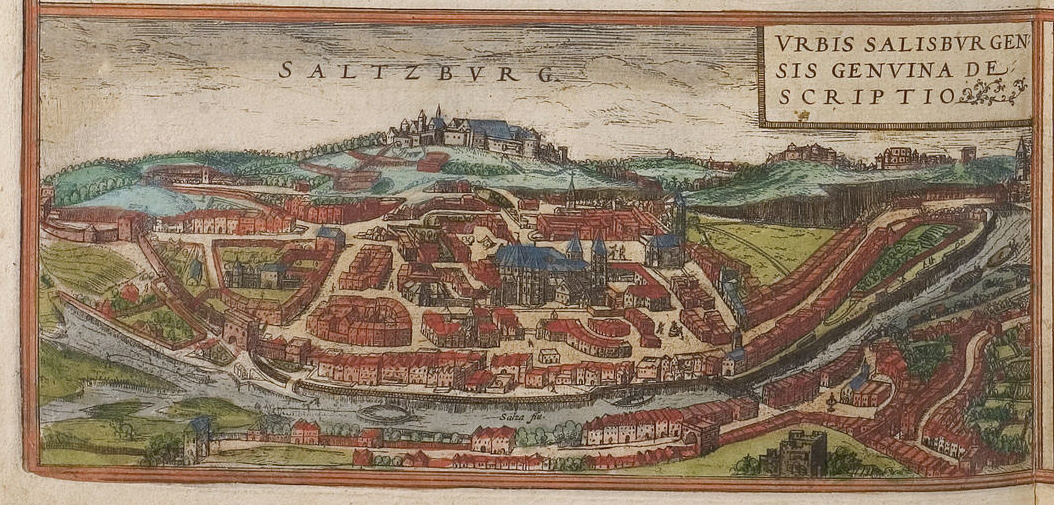
Ansicht der Stadt Salzburg mit der Festung Hohensalzburg im Hintergrund (Georg Braun, Frans Hogenberg: Civitates Orbis Terrarum, Band 1, 1572)

Als Salzburger Bauernkrieg werden zwei zeitlich nahe aufeinanderfolgende Aufstände von Salzburger Bergknappen und Bauern in den Jahren 1525 und 1526 bezeichnet. Eine besonders gute Organisation der Aufständischen in administrativen, auch militärischen Fragen kennzeichnete den Salzburger Bauernkrieg. Die Aufständischen siegten am 3. Juli 1525 bei Schladming über den Landeshauptmann der Steiermark und erzielten damit den einzigen Erfolg eines Bauernheeres in einer größeren Schlacht während des Deutschen Bauernkrieges.

## Vorgeschichte

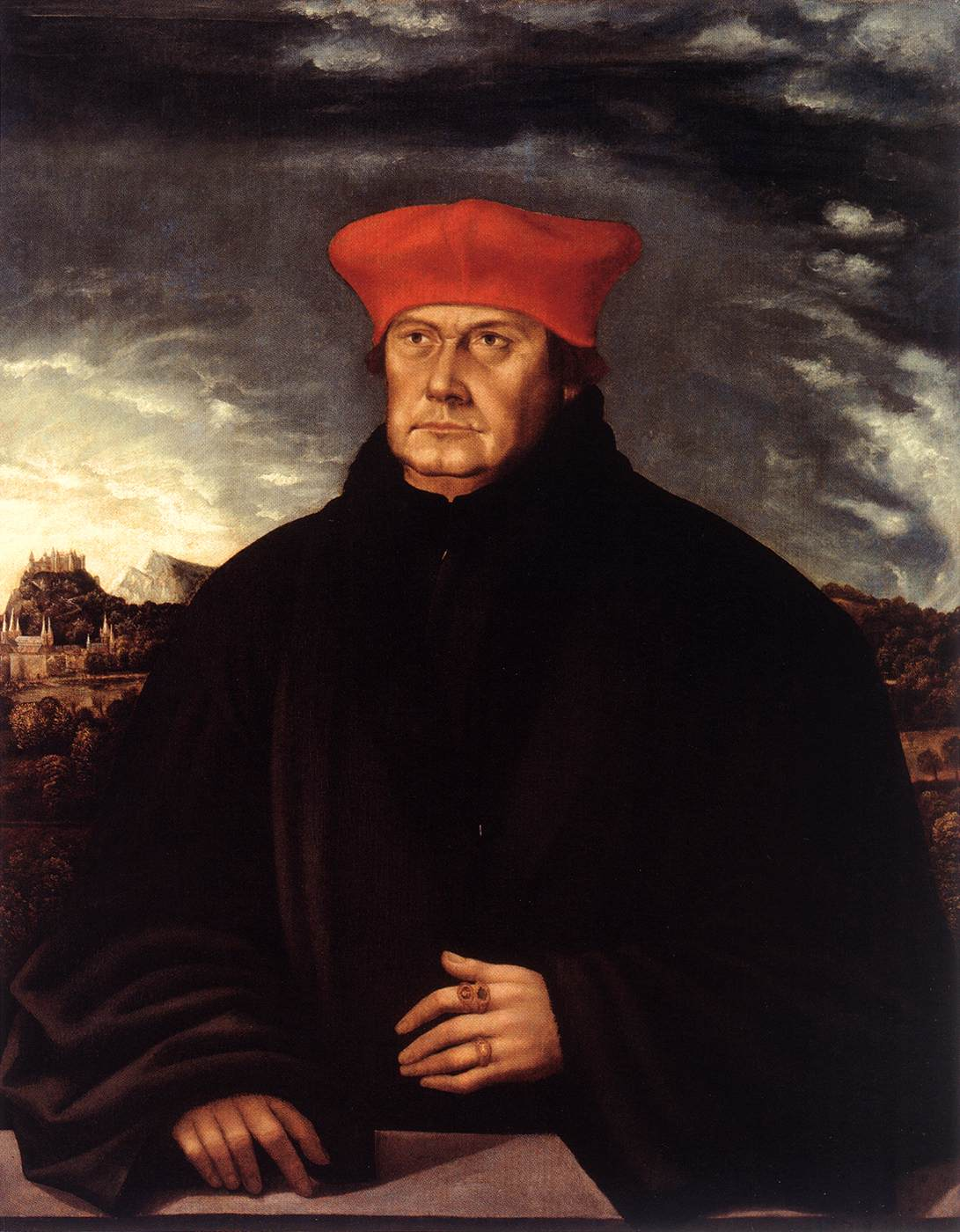
Matthäus Lang von Wellenburg (Meister der Donauschule 1529, Kunsthistorisches Museum Wien)

Der Kardinal-Erzbischof Matthäus Lang von Wellenburg forderte auf dem Salzburger Landtag am 30. Mai 1522 eine außerordentliche Steuer zur Deckung der Kosten, die ihm durch die Kaiserkrönung Karls V. und die Teilnahme an Reichstagen entstanden seien. Die Stadt Salzburg weigerte sich, musste sich aber unterwerfen, als Lang am 11. Juli 1523 mit einigen hundert Landsknechten seinen Einzug hielt. Lang ließ daraufhin die oberhalb der Stadt gelegene Festung Hohensalzburg mit einem modernen Geschützturm versehen, der in Erinnerung an die Unterwerfung der Salzburger den Namen „Bürgermeister“ erhielt und dessen Kanonen auf Salzburg gerichtet waren. Der Bergbau auf Silber und Gold nahm in Langs Amtszeit im Erzstift einen Aufschwung, von dem er finanziell profitierte. Dies ging mit einer Holzknappheit einher, der Lang 1524 mit einer Waldordnung begegnete. Er stellte die Wälder unter Schutz, griff damit aber tief in die Waldnutzung der Bevölkerung und die Privilegien der Bergleute ein. Die Bevölkerung sah den langfristigen Nutzen der neuen Waldordnung nicht ein, vielmehr erkannte man darin eine willkürliche Neuerung. Die Montanunternehmer (Gewerken) und Knappen erklärten, dass sie lieber einem weltlichen Fürsten als einem Fürstbischof untertan sein wollten.
Dann eskalierte die Situation durch zwei vom Kardinal-Erzbischof verhängte Todesurteile: Der Leutpriester Eustachius von Heiterwang wurde am 15. Juni 1524 verhaftet und von Österreich an das Erzstift Salzburg ausgeliefert, weil er im Inntal lutherisch gepredigt hatte. Im Oktober 1524 wurde er vom erzbischöflichen Gericht in Salzburg als Ketzer verurteilt. Im Mai 1525 sollte er als Gefangener nach Mittersill transportiert werden, um dort im Hungerturm seine Strafe zu verbüßen. Einige Bauern befreiten ihn aber auf dem Weg dorthin am 8. Mai 1525 in der Ortschaft Schellenberg. Der Salzburger Erzbischof ließ daraufhin zwei daran beteiligte Bauern ohne Gerichtsverfahren enthaupten. Die Empörung über die Hinrichtungen war bei den Salzburger Gewerken des Edelmetallbergbaus groß und Anlass für einen Volksaufstand Ende Mai 1525 – also zu einem Zeitpunkt, als die aufständischen Bauernheere schon vielerorts geschlagen waren. Hauptanliegen der Salzburger Aufständischen war die Absetzung des Erzbischofs, weil er ein Tyrann sei.

## Juni 1525: Kontrolle der Stadt Salzburg, Belagerung der Festung
Rund vierhundert Bergknappen aus Hallein als Kerntruppe und einige tausend Bauern aus den salzburgischen Gebirgstälern näherten sich der Stadt Salzburg aus südlicher Richtung. Mit Informations- und Programmschriften wandten sie sich an die Stadtbevölkerung (1. Juni) und den Adel wie auch an bayerische Räte, die schnell als Vermittler zur Stelle waren.

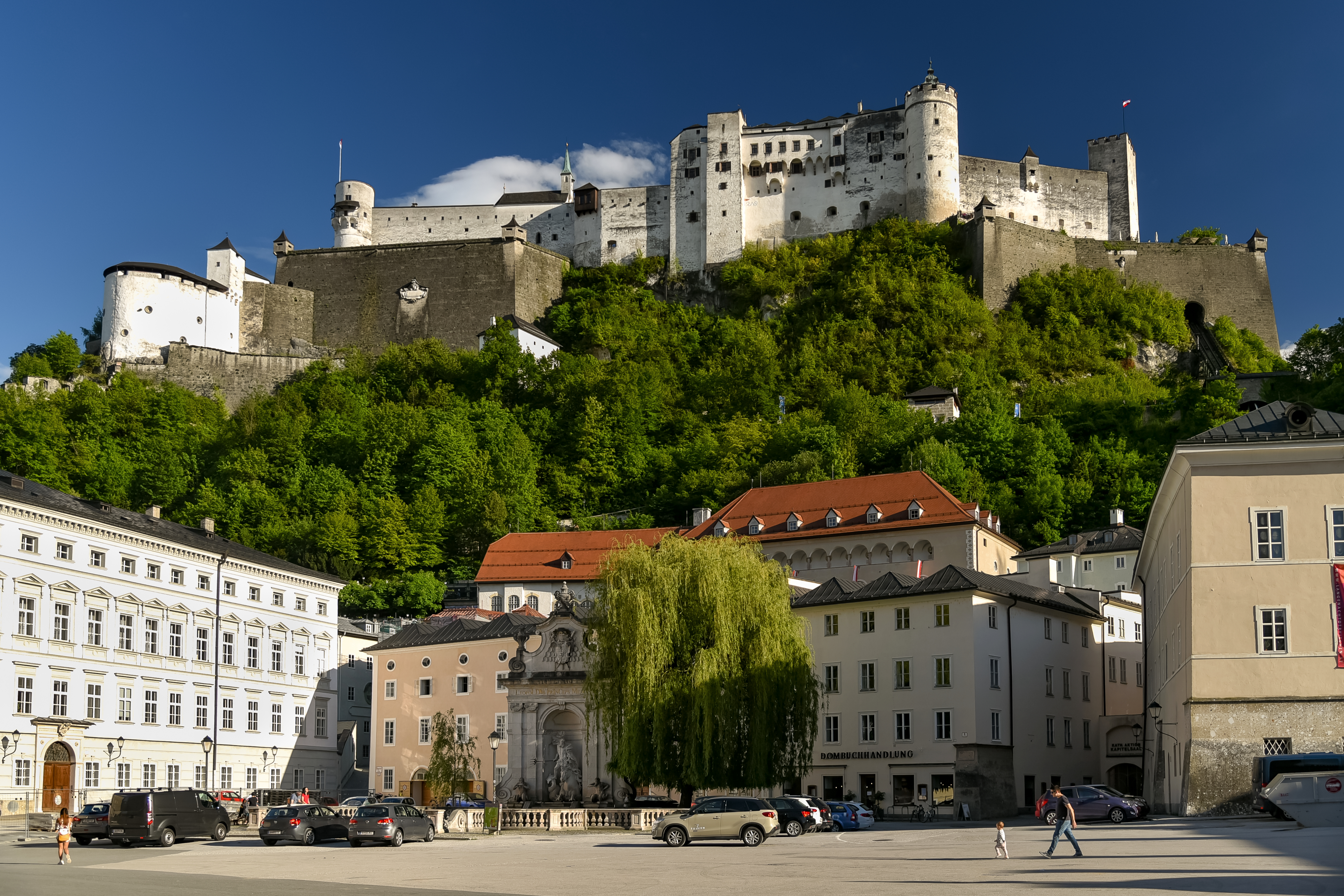
Die Hohensalzburg von unten gesehen, ganz links der Bürgermeisterturm

Die Salzburger Unterschicht (der pofel) sympathisierte mit den Aufständischen und öffnete ihnen am 29. Mai die Tore. Daraufhin zog sich der Erzbischof samt Gefolge auf die Festung Hohensalzburg zurück, wo er belagert wurde. Die Festung galt als uneinnehmbar, aber einige Bergleute begannen, den Bürgermeisterturm zu unterminieren. Dadurch geriet der Erzbischof in erhebliche Bedrängnis. Doch dann weigerten sich die Bergknappen, die Arbeit ohne Bezahlung fortzusetzen, und den Aufständischen gelang es nicht, ihre Bezahlung zu organisieren. Das rettete den Erzbischof.
Durch seinen Rückzug auf die Festung hatte der Erzbischof seine Kontrolle über das Erzstift Salzburg faktisch aufgegeben. Das aufständische Gemeinwesen, das nunmehr hier entstanden war, bezeichnete sich als „gemeine Landschaft Salzburg“ oder als „christliche ersame Gemein dieser Provinz im Pirg Saltzburg Bistumb.“
Die 24 Artikel gemeiner Landschaft Salzburg bezogen sich auf das Göttliche Recht; das Evangelium sollte unverfälscht verkündet werden, und wirtschaftliche Forderungen sollten biblisch begründet sein. Die Salzburger Gerichte sollten bei der Pfarrerwahl und der Ernennung von Richtern beteiligt werden. Die Geistlichkeit sollte der ordentlichen Gerichtsbarkeit nicht länger entzogen sein, die hoheitlichen Befugnisse von Grundherren an den Landesherrn übergehen. Für die Stadt Salzburg wurde ein detaillierteres Reformprogramm ausgearbeitet. Demnach sollte an die Stelle von Erzbischof, Domkapitel und Rat ein Landschaftsregiment treten, an dem Adel, Bürger und Bauern beteiligt waren. Ihm oblag die Kloster- und Finanzverwaltung sowie die Einsetzung von Amtsträgern. Dem Erzbischof blieben seine geistlichen Aufgaben und ein festes Einkommen. Das Landschaftsregiment ließ sich von den Amtleuten, Pflegern und Mautnern des Erzbischofs huldigen. Es nahm Söldner vor allem aus Gastein, Rauris und Kitzbühel für sein Landesheer unter Vertrag. Bauern und Marktbürger, auch Bergleute, mussten Abgaben zahlen. Caspar Praßler als Oberster Feldhauptmann ließ alle Amtleute, Pfleger usw. Ende Juni zu einer Generalrevision nach Salzburg kommen. Das Schreiben trug das Siegel des Salzburger Bürgermeisters Ruprecht Lasser, da die Landschaft kein eigenes Siegel besaß. Wenn auch zögernd, war die Patrizierfamilie Lasser bereit, in der politischen Führung des Aufstands Verantwortung zu übernehmen.
Wenn die Aufständischen auch den Kardinal-Erzbischof absetzen wollten, so war ihnen doch klar, dass man nicht „gantz frey on alle Obrigkait aigens willens Regieren“ konnte. Es wurde also ein Nachfolger Langs gesucht, und im sicheren Reichenhall trafen bayerische und habsburgische Vermittler ein. In ihren Akkreditierungsschreiben signalisierten sie der Salzburger Landschaft vorsichtig, dass sie den Aufstand akzeptierten.

## 3. Juli 1525: Schlacht bei Schladming

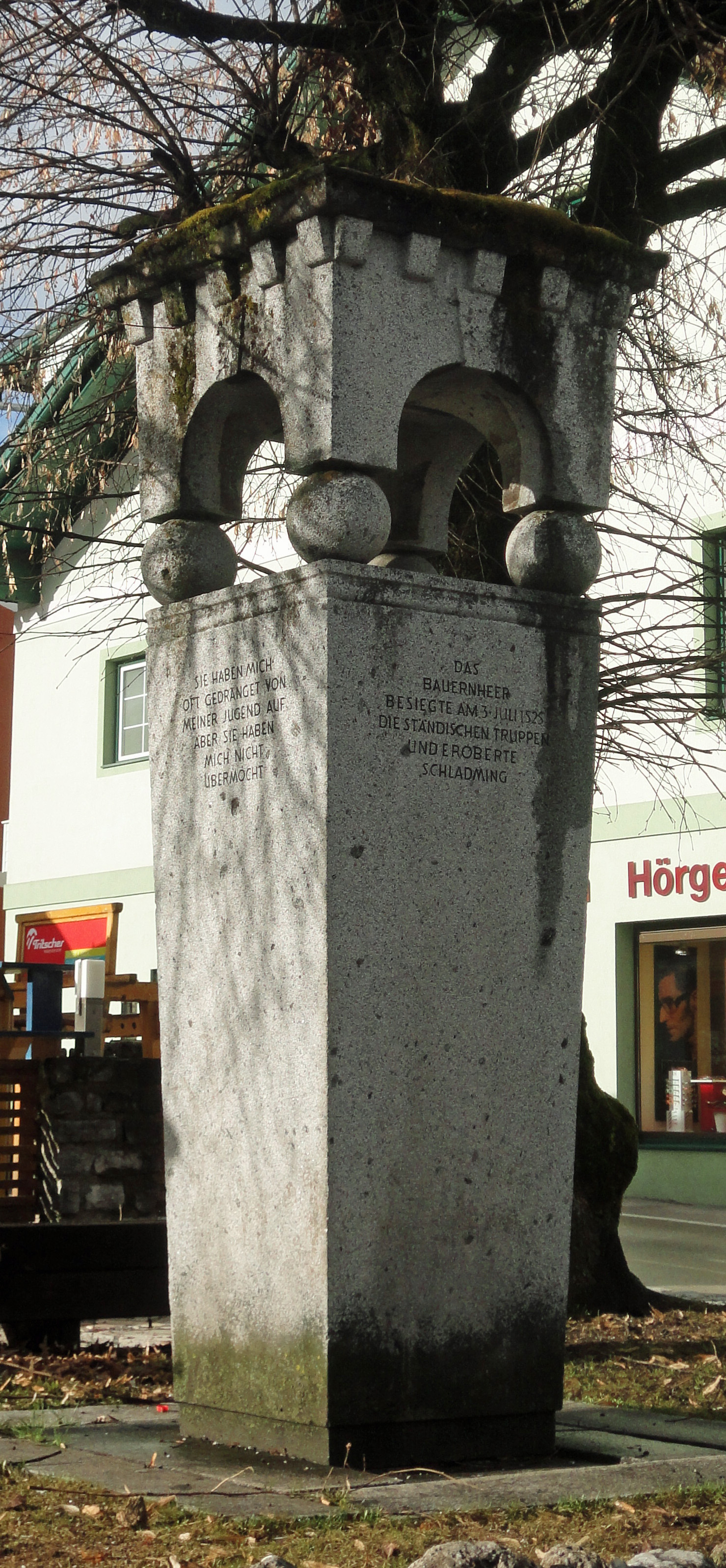
Bauernkriegerdenkmal in Schladming (errichtet 1925)

Erzherzog Ferdinand entsandte ein Söldnerheer unter Siegmund von Dietrichstein, um Aufstände in der Steiermark niederzuschlagen. Dieses Heer zog das Ennstal hinauf in Richtung salzburgische Grenze. Die Salzburger Hauptleute mobilisierten gegen den als „Bauernschinder“ berüchtigten Dietrichstein zahlreiche Kriegsknechte, wohl meist Knappen aus dem Erzbergbau. Sie siegten unter Leitung ihres Hauptmanns Michael Gruber am 3. Juli 1525 bei Schladming über Dietrichsteins Söldner. Der salzburgische „gemeine Haufen“ war dafür, Dietrichstein zu erschlagen, aber de facto kam er ebenso wie andere Adlige in Geiselhaft nach Hohenwerfen. Den Siegern fiel eine reiche Beute in die Hände, allein 19.000 Gulden aus steirischen Kriegskassen.
Habsburg hatte bei Schladming eine Schlappe hinnehmen müssen, die auch überregional wahrgenommen wurde. Erzherzog Ferdinand verfolgte von nun an gegenüber der Salzburger Landschaft eine kompromisslose Linie, während die bayerische Diplomatie auf eine Verhandlungslösung setzte. Dazu hatte Bayern Geheimverhandlungen mit dem auf der Hohensalzburg eingeschlossenen Erzbischof Lang aufgenommen; er bot den Wittelsbachern an, Ernst von Bayern (den jüngeren Bruder der beiden gemeinsam regierenden Bayernherzöge Wilhelm und Ludwig) als Koadjutor anzunehmen. Auch der Schwäbische Bund bot sich als Vermittler an und sagte der Salzburger Landschaft zu, dass die Klagen gegen den Erzbischof Lang untersucht würden, er aber im Amt verbleiben und nicht abgesetzt werden sollte.

## 31. August 1525: Waffenstillstand
Anfang August ließ Erzbischof Lang von der Hohensalzburg aus die Stadt beschießen, was von der Landschaft als Provokation empfunden wurde. Mitte August standen sich die Truppen der Salzburger Landschaft unter Michael Gruber und des Schwäbischen Bundes unter dem Bayernherzog Ludwig und dem Söldnerführer Georg von Frundsberg bei Maxglan gegenüber. Es kam aber nicht zur Schlacht, sondern zu intensiven Waffenstillstands- und Friedensverhandlungen, die in einen auf den 31. August 1525 datierten Vertrag (compromiss) mündeten. Erzbischof Lang räumte der Landschaft eine gewisse politische Beteiligungsmöglichkeit ein. Unter Aufsicht Bayerns sollten die Vorwürfe gegen Lang untersucht werden. Die Reformationsthematik, die den Anlass zum Aufstand geboten hatte, blieb ausgeklammert.
Ein Teil der Aufständischen war nach dem Waffenstillstand zu einer bedingten Kooperation mit dem Erzbischof bereit, ein radikalerer Teil forderte die Umwandlung des Erzstifts in ein weltliches Fürstentum. Denkbar ist, dass Bayern diese Pläne einer Säkularisation unterstützte.
Mitte September huldigte die Landschaft dem Herzog Ludwig; man legte ihm die bäuerlichen Kriegsfahnen zu Füßen und übergab ihm die Schlüssel der Stadt Salzburg. Im Gebirge war die Bevölkerung im Blick auf diesen Vertrag uneinig. Während die Bergleute von Gastein und Rauris den Frieden befürworteten, sammelten sich in Markt Brixen im Herbst Bergknappen, die weiterhin auf militärischen Widerstand gegen Lang setzten und andere Bergbaureviere zur Solidarität aufforderten.

## Frühjahr 1526: Pinzgauer Aufstand
Im Frühjahr 1526 sammelte sich im Pinzgau der Widerstand gegen Lang, angetrieben durch ein Gerücht, dass ein böhmisches Söldnerheer zum Kampf gegen Salzburg im Anzug sei. (Dieses Söldnerheer gab es wirklich; es war aber erst später einsatzbereit und zog dann in den Türkenkrieg.) Die Pinzgauer wehrten Anfang April 1526 einen Stoßtrupp unter dem Hofmarschall des Erzbischofs Lang, Wiguleius von Thurn von Saalfelden, ab. Erzbischof Lang plante nun, den Widerstand im Gebirge militärisch endgültig niederzuschlagen. Dazu brauchte er Geldgeber. Nachdem er die eigene Hofkasse geleert hatte, bat er die Äbte des Erzstifts um Unterstützung, musste aber Bayern und Österreich um Stundung und Ratenzahlung angehen, da er sonst das Kriegsheer des Schwäbischen Bundes nicht hätte bezahlen können. Er trat selbst dem Schwäbischen Bund bei; gegenüber den Bayernherzögen verschleierte er das Ausmaß der geplanten Militäraktion und behauptete, nur Aufrührer zu bestrafen und auswärtige Rädelsführer zu vertreiben. Gegenüber dem Schwäbischen Bund wies er darauf hin, dass man entschlossen handeln müsse, weil sich sonst „ein neues Schweizer Land“ ausbreiten würde. Lang war zu Verhandlungslösungen, wie sie vom Schwäbischen Bund vorgeschlagen wurden, nicht mehr bereit und forderte von den Aufständischen, sich auf Gnade und Ungnade zu ergeben. Er behauptete später, der Bauernkrieg habe ihn 300.000 Gulden gekostet; diese Kosten wurden den überlebenden Knappen und Bauern auferlegt, soweit sie nicht geflohen waren.
Die Pinzgauer Aufständischen übten nun auf andere Bergbaureviere Druck aus, ihnen militärische Unterstützung zu leisten. Aus Gastein, Rauris, Bramberg und dem Brixental trafen Bergknappen ein, die ebenso wie geflüchtete Bergleute aus der Steiermark und Tirol als eine Art Elitetruppe des Bauernheeres eingesetzt wurden. Die Führungspositionen nahmen 1526 mehrere Tiroler ein: Neben Michael Gaismair waren dies Christoph Ganner (genannt Setzenwein) aus Feldthurns und Peter Paßler aus Antholz. Die Schwazer Bergknappen entzogen sich den wiederholt vorgetragenen Unterstützungsbitten, nur Einzelpersonen beteiligten sich. Mitte Juni 1526 war aus dem Aufstand im Gebirge ein Verzweiflungskampf geworden, dem die Finanzierung wegbrach. Auch ein militärischer Sieg unter Gaismair an der Mandling oder das Ausnutzen eines taktischen Vorteils durch Paßler bei Zell änderten nichts an der aussichtslosen Lage. Am 3. Juli 1526 trafen sich Gaismair und Paßler in Embach und beschlossen, sich mit ihren maximal noch 2000 Kämpfern über den Rauriser Tauern und Lienz ins Venezianische zurückzuziehen.

## Auswirkungen
Im Salzburger Bauernkrieg hatte sich mehrfach gezeigt, dass die Bergknappen den militärisch stärksten Teil des Bauernheeres bildeten. Sie dienten den Aufständischen loyal – solange sie ihren Sold erhielten. War das nicht gewährleistet, kehrten die meisten in den Bergbau zurück. Ein Wendepunkt war 1526 die gescheiterte Belagerung von Radstadt am 24. Juni. Nachdem der Schwäbische Bund die Stadt entsetzt hatte, verließen viele Bergknappen das Bauernheer. Geistliche und weltliche Fürsten zogen daraus Konsequenzen: 1526 trat eine neuartige Überwachung aller Bergleute in Kraft. Aufwiegler und Anhänger Gaismairs sollten identifiziert und bestraft werden. Jeder Bergmann musste seinem Fürsten, dem Kammergut und den Gewerken Loyalität und Arbeitseifer schwören. Die Freizügigkeit wurde durch eine Meldepflicht beschränkt. Ausgerechnet Caspar Praßler, einer der Anführer des Aufstands von 1525, hatte als Bergrichter in der Gastein die dortigen Namenslisten zu führen.
Michael Gruber, der Sieger von Schladming und bis zum Waffenstillstand vom 31. August 1525 oberster Feldhauptmann der Salzburger Landschaft, kam wie auch andere militärische Führer des Aufstands von 1525 ohne sonderliche Bestrafung davon. Im Frühjahr 1526 trat er als Truppenkommandant in den Dienst des Kardinal-Erzbischofs.
Am 20. November 1526 erließ der Kardinal-Erzbischof Lang ein Mandat, das sich mit den Beschwerden der bäuerlichen Bevölkerung befasste und empfahl, diese nach dem „alten Herkommen“ zu regeln. Da auch die Bauern sich auf dieses Herkommen bezogen, klang das erst einmal entgegenkommend. Aber am 26. November 1526 kam eine Ordnung den fridt im stifft und land Salzburg zu handthaben und empörung und aufstandt zu fürkhomen hinzu: Die Waffenproduktion und der Waffenimport wurden streng kontrolliert, damit die Bauern keinen Zugang zu Waffen hätten und völlig wehrlos wären. Jede Art von Konspiration und Ungehorsam wurde mit „schwärer straff an leib und guet“ geahndet. Die Beamtenschaft wurde effektiver organisiert, um die Kontrolle der Bauern in allen Lebensbereichen und die Abschöpfung ihrer Mehrproduktion sicherzustellen. Karl-Heinz Ludwig fasst zusammen: „Die verschärfte Überwachung und politische Knebelung der Untertanen ergaben eine sichere Basis, auf der das Landesfürstentum den Sieg im Bauernkrieg auszukosten und auch schwere finanzielle Sonderbelastungen wie die Brandsteuer durchzusetzen vermochte.“
Wie die Bevölkerung auf dieses Regelwerk reagierte, lässt sich an den Prozessakten zum Aufstandsversuch in Sankt Gilgen 1532 erkennen. Sie enthalten die teils unter der Folter auf der Hohensalzburg erpressten Geständnisse von sechs Anführern. Ihnen ging es demnach gar nicht um wirtschaftliche Vorteile, sondern nur noch darum, ihren Hass gegen den obrigkeitlichen Zwang auszuleben, den Pfleger als Repräsentanten der Landesherrschaft übel zuzurichten und damit „Eer ein[zu]legen.“ Planung und Organisation gab es kaum, man hoffte, dass sich aus dem Tumult etwas ergeben werde. Die Angeklagten erhielten nach dem Malefizrecht die Todesstrafe (das erst überarbeitet werden musste, damit „untrew wider den Landesfürsten oder sein nachgesetzte ordentliche Obrigkeit“ als Malefizhändel geahndet werden konnten). Das landesfürstliche Regiment zog aus den Unruhen in Sankt Gilgen immerhin die Konsequenz, dass es nicht in seinem Interesse war, wenn Pfleger und Richter unbeschränkte Macht über die Landbevölkerung ausüben konnten.